# Ладенева къща
Ладеневата къща (на гръцки: Οικία Λαδένη, Μέγαρο Λαδένη) е историческа постройка в град Солун, Гърция.

## Местоположение
Къщата е разположена на ъгъла на улиците „Катунис“ и „Едеса“, един от четирите ъгъла на „Платия Ембориу“ (Търговския площад) на традиционния квартал Горна Лададика.

## История
Сградата е построена след Големия пожар от 1917 година, между 1926 и 1931 година за Адам Ладенис, патриарх на богатото търговско семейство Ладенис. Синът на Адам, Йоанис, създава изведстната компания за бельо „Минерва“. До 2008 година в сградата се помещават търговски магазини и фирми. Сградата достига силно запуснато състояние до 2015 година, когато е закупена от семейство Христакис и цялостно реставрирана за настаняване на бутиковия хотел „Бахар“.

## Архитектура
В архитектурно отношение сградата се състои от партер, мецанин, два етажа и покрив. Фасадите са организирани с правоъгълни отвори, разположени във вертикални оси. Сградата е декорирана с назъбени корнизи и мраморни фризове.